# 科羅韋
49°50′51″N 26°26′41″E / 49.84750°N 26.44472°E
科羅夫耶（烏克蘭語：Коров'є）是位於烏克蘭西部的村莊，由赫梅利尼茨基州裡赫梅利尼茨基區的泰奧菲波爾市鎮負責管轄。該村處於波爾特瓦河畔，始建於1421年，面積1.34平方公里，海拔高度276米，2001年人口751。